# Гаврилов, Яков (атаман)
Яков Гаврилов (погиб 6 декабря 1670) — донской атаман, сподвижник Степана Разина, один из руководителей казацко-крестьянского восстания.

## Биография
«С апреля 1670 года С. Разин фактически сосредоточил в своих руках всю полноту власти на Дону и потеснил старшинскую верхушку во главе с К. Яковлевым. Последний, правда, остался на посту войскового атамана, но круг вопросов, которые он решал, был резко ограничен. В отношении же действий С. Разина и его атаманов К. Яковлев в это время позволял себе лишь неодобрительно отзываться о некоторых из них и не более того. Однако поражение старшин в апреле вовсе не означало, что они полностью прекратили борьбу за господство на Дону. Они оставались враждебной восстанию силой, поддерживали связи с царскими властями и, затаившись в Черкасске, явно выжидали лучших времен. Совершенно очевидно, что сам С. Разин это понимал и, хотя он был занят организацией нового похода, внимательно следил за обстановкой, сложившейся на Дону».
По желанию своих казаков Степан Разин решил предпринять поход вверх по Волге, но одновременно всячески стремился распространить восстание на Слободную Украину и южные уезды Русского государства. В августе С. Т. Разин во главе главных сил повстанцев отправился из Царицына в поход на Саратов, а на Дон был отправлен 2-тысячный отряд казаков под руководством атамана Якова Гаврилова. С ним «в Черкаской городок» была отправлена захваченная а Астрахани казна и восемь пушек. Яков Гаврилов должен был защищать столицу Войска Донского от нападений калмыков и крымских татар, обеспечивать тыл главного войска повстанцев против возможного противодействия казацких старшин и постараться распространить восстание в Слободской Украине.
На важность, которую придавал Степан Разин миссии Якова Гаврилова, указывает свидетельство очевидцев похода Г. на Дон московских стрельцов И. Исаева, М. Провоторова и Т. Аникеева, которые показали на допросе, что отряд от Царицына провожал сам знаменитый атаман. При этом, по словам смертного приговора активному участнику похода Гаврилова — донскому атаману Ф. Колчеву, Разин «велел» отряду «з Дону… итить к государевым украинным городом и к Москве для такова же воровства и в людех смуты, как… Стенька Разин учинил в понизовых городех».
В октябре 1670 года С. Т. Разин потерпел поражение от царских войск в боях под Симбирском и вынужден был отступить в Царицын. Согласно донесению в Посольский приказ (4 января 1671 года) К. Яковлева, его сторонникам в ноябре (пока Разин находился в Царицыне), удалось напасть на Кагальник, и старшины «товарыщей ево, Стенькиных старшин, в Когольнику городке перехватили и по своему войсковому праву в Когольнику ж указ им учинили». Однако закрепить свой успех Яковлев тогда не смог, поскольку «есть основания полагать, что сразу же после нападения старшин на Кагальник Степан Разин направил в Черкасск сильный казачий повстанческий отряд во главе с Яковом Гавриловым. Правда, ни у старшин, ни у казаков Якова Гаврилова не было реальных сил для достижения победы, и в Черкасске держалось своеобразное равновесие. При этом обе стороны боялись друг друга и явно выжидали удобного момента для перехода к решительным действиям».
В самый разгар этого противостояния на Дон прибыл Степан Разин. По сравнению с осенью прошлого, 1669 года, его положение значительно ухудшилось, однако, по словам С. Тхоржевского, не было безнадёжным, так как Царицын и Астрахань были всё ещё в руках повстанцев, и большинство донских казаков было на их стороне.
В конце ноября 1670 года Степан Разин с сотней казаков приехал в Черкасск. После его приезда перевес в силах между старшинами и сторонниками атамана резко возрос в пользу последнего. Вскоре С. Т. Разин уехал в Кагальник, чтобы там собрать силы для нового похода весной следующего года. Оставлял в Черкасске Якова Гаврилова, Степан Разин поручил убить старшин и «стать в войску первым атаманом… до ево Стенькина приходу». После ухода Разина в Кагальник оказалось, что у Гаврилова не хватало сил для доведения борьбы со старшинами до победного конца. Атаман Яков Гаврилов попытался убить К. Яковлева и разгромить старшин, но потерпел неудачу. 6 декабря 1670 года старшины во главе с атаманом К. Яковлевым, собрав силы, убили Якова Гаврилова и его сторонников.